# Mx record
Um MX record ou Mail exchanger record é um tipo de recurso no registro do DNS, especifica como internet e-mail que devem ser encaminhadas utilizando o SMTP. Cada MX record contém uma prioridade e um nome de host, a fim de que a coleta de registros para um determinado nome do domínio aponte para os servidores que deverão receber mensagens de e-mail para este domínio, bem como a sua prioridade em relação a si.

## Visão Geral
O nome de host contidos em um registro MX deve ter um endereço, ou seja, um registro DNS A ou AAAA. apelidos (aliases) CNAME são proibidas em um registro MX de dados e, simultaneamente, CNAME é permitida para o rótulo do registro MX , que está levando para o nome de domínio próprio para o registro MX. [1]. Também é proibida de usar um endereço IP diretamente em um registro MX; enquanto alguns mailservers irá enviar e-mail para domínios com IP baseados em registros MX, muitos (mais notavelmente o Exim) irá recusar a fazê-lo.
Quando uma mensagem de e-mail é enviado através da Internet, enviar e-mail transferir o agente faz uma consulta DNS solicitando os registros MX para cada domínio do destinatário nome, que é a porção do endereço de e-mail após a "@". Esta consulta retorna uma lista de nomes de host dos servidores de correio electrónico aceitando trocar e-mails recebidos para esse domínio, juntamente com um número preferência. O envio agente então tenta estabelecer uma conexão SMTP para um destes servidores, começando com a preferência um que tenha o menor número, entregar a mensagem para o primeiro servidor com o qual uma conexão pode ser feita. Se não houver registros estavam presentes, o servidor cai de volta para A, ou seja, ele faz um pedido de um registro do mesmo domínio.
O mecanismo MX fornece a capacidade de executar vários servidores de correio para um único domínio, e permite a especificação de uma ordem em que eles deveriam ser julgados. Esta capacidade de executar vários servidores de correio está a revelar-se muito facilmente valiosa para clusters de alta disponibilidade de barato mail gateways processo que pode, então, centenas de mensagens por segundo, na totalidade, a quarentena ou remover spams e/ou de vírus.
O MX mecanismo não concede a capacidade de prestar serviço de correio em portos alternativos, nem fornecer a capacidade de distribuir correio entrega em todo um conjunto de servidores de correio prioritário da igualdade-, atribuindo um valor para cada uma ponderação.